# 1300 w polityce
Wydarzenia polityczne w 1300 roku.

## Wydarzenia
- Wacław II koronuje się na króla Polski[1] w Gnieźnie po zdobyciu Wielkopolski[2].

## Urodzili się
- Jan III, książę Brabancji[3].
- 27 września Adolf Wittelsbach, zwany Gadatliwy, hrabia Palatynatu Reńskiego[4].

## Zmarli
- Albrecht III, margrabia Brandenburgii[5].